# 西班牙共产主义青年联盟

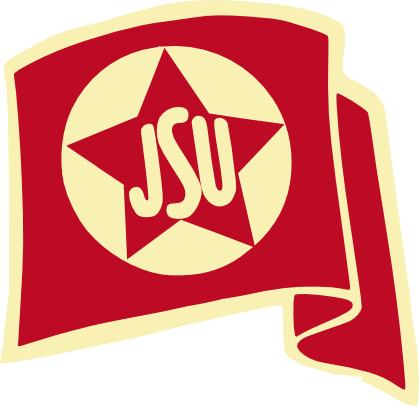
统一社会主义青年时期标志

西班牙共产主义青年联盟（西班牙语：Unión de Juventudes Comunistas de España，缩写为UJCE）是西班牙共产党的青年翼。该组织最初成立于1921年。1936年春，该组织与西班牙社会主义青年合并为统一社会主义青年。1961年10月，统一社会主义青年改组为西班牙共产主义青年联盟。2023年6月，由于内部分歧以及西班牙共产党试图干预西班牙共产主义青年联盟的活动，西班牙共产主义青年联盟暂停其与西班牙共产党的附属关系。该组织的总部位于马德里。该组织是世界民主青年联盟的成员。该组织曾派代表参加欧洲共产主义青年组织会议。

## 外部連結
- 西班牙共产主义青年联盟官方网站 （页面存档备份，存于）
- 西班牙共产主义青年联盟旧官方网站